# Рахімабад (бахш)
Рахімабад (перс. رحیم آباد) — бахш в Ірані, в шагрестані Рудсар остану Ґілян. За даними перепису 2006 року, його населення становило 27653 особи, які проживали у складі 7820 сімей.

## Дегестани
До складу бахша входять такі дегестани:
- Ешкевар-е-Софлі
- Рахімабад
- Сіярстак-Єйлакі
- Шуиїл